# Volker Pispers
 (octobre 2017).
Si vous disposez d'ouvrages ou d'articles de référence ou si vous connaissez des sites web de qualité traitant du thème abordé ici, merci de compléter l'article en donnant les références utiles à sa vérifiabilité et en les liant à la section « Notes et références ».
Volker Pispers (né le 18 janvier 1958 à Rheydt, aujourd'hui un quartier de Mönchengladbach) est un humoriste politique allemand, qui vit à Düsseldorf. 

## Biographie
Volker Pispers est connu pour ses commentaires acides et sarcastiques de l'actualité quotidienne, et en particulier pour ses violentes critiques de la politique menée par les États-Unis durant la Guerre d'Irak.
Depuis 2000, il tient une chronique hebdomadaire, « Dienstags-U-Punkt », dans l'émission Westzeit, diffusée sur la radio WDR 2.
Après son Abitur (baccalauréat), Pispers s'installe à Bonn puis à Münster, où il fait des études de philologie Anglaise, de théologie et de pédagogie. En 1990 il intègre la troupe du cabaret Kom(m)ödchen à Düsseldorf dont il devient ensuite directeur artistique.

## Invités de son émissionVolker Pispers und Gäste
| Date                                                                          | Invités                                                                        |
| ----------------------------------------------------------------------------- | ------------------------------------------------------------------------------ |
| 09 septembre 2012 (dans le cadre du Mainzer Zeltfestivals 2012)               | Nessi Tausendschön, Anny Hartmann et Markus Barth                              |
| 06 mai 2012                                                                   | Carmela de Feo, Kai Spitzl et Stefan Waghubinger                               |
| 24 septembre 2011 (enregistrement du 3satfestivals 2011 du 11 septembre 2011) | Nadja Maleh, Philipp Scharri et GlasBlasSing Quintett                          |
| 18 avril 2011                                                                 | Christoph Sieber, Tina Teubner et Tilman Birr                                  |
| 27 février 2011                                                               | Sebastian Pufpaff, Heino Trusheim et Das Geld liegt auf der Fensterbank, Marie |
| 11 septembre 2010 (enregistrement du 3satfestivals 2010 du 4 septembre 2010)  | Max Uthoff, Martina Schwarzmann et Nils Heinrich                               |
| 21 mars 2010                                                                  | Ulan & Bator, Michl Müller et Matthias Reuter                                  |
| 12 septembre 2009 (enregistrement du 3satfestivals 2009)                      | Christian Ehring, Nepo Fitz et Philipp Weber                                   |
| 08 mars 2009                                                                  | Carolin Kebekus, Matthias Egersdörfer et Ass-Dur                               |
| 13 avril 2008                                                                 | Luise Kinseher, Marc-Uwe Kling, Moritz Netenjakob et Martin O.                 |
| 03 février 2008                                                               | Tobias Mann, Klaus Eckel et Ohne Rolf                                          |
| 01er avril 2007                                                               | Erstes Deutsches Zwangsensemble, Ingo Börchers et Martina Schwarzmann          |